# جین فاستر (شخصیت کمیک)
جِین فاستر (به انگلیسی: Jane Foster)یک شخصیت خیالی قهرمان است که در کتب کامیک مارول کامیکس وجود دارد؛ و برای اولین بار، در شمارهٔ ۸۴ سفر به درون رمز و راز در سپتامبر ۱۹۶۲ معرفی شد. این شخصیت معمولاً به عنوان معشوقه شخصیت ثور شناخته می‌شود. ناتالی پورتمن نقش این شخصیت را در فیلم ثور و ثور: دنیای تاریک و ثور:عشق و رعد ایفا کرده است.